# Schima beccarii
Schima beccarii är en tvåhjärtbladig växtart som beskrevs av Otto Warburg. Schima beccarii ingår i släktet Schima och familjen Theaceae. Inga underarter finns listade i Catalogue of Life.